# Polydesmus tricuspidatus
Polydesmus tricuspidatus är en mångfotingart som beskrevs av Peters 1864. Polydesmus tricuspidatus ingår i släktet Polydesmus och familjen plattdubbelfotingar. Inga underarter finns listade i Catalogue of Life.